# NGC 2951
NGC 2951 é uma galáxia elíptica na direção da constelação de Hydra. O objeto foi descoberto pelo astrônomo Albert Marth em 1864, usando um telescópio refletor com abertura de 48 polegadas. Devido a sua moderada magnitude aparente (+14,7), é visível apenas com telescópios amadores ou com equipamentos superiores.